# Out in the Dark
Out in the Dark (hebrejsky: עלטה) je izraelsko-palestinsko-americký hraný film z roku 2012, který režíroval Michael Mayer podle vlastního scénáře. Film popisuje milostný vztah palestinského studenta a izraelského právníka. Snímek byl v ČR uveden v roce 2013 na filmovém festivalu Febiofest pod názvem Ve tmě.

## Děj
Nimr je palestinský student psychologie, který bydlí s matkou a sourozenci v Ramalláhu. V noci tajně překračuje hranici do Tel Avivu, kde navštěvuje se svými přáteli gay bary. Jednou zde potká izraelského právníka Roye a zamilují se do sebe. Nimr získá stipendium na Telavivské univerzitě a díky studentskému vízu může překračovat hranice a stýkat se s Royem. Mosad chce Nimra využít jako donašeče mezi studenty, což odmítne, takže přijde o propustku. Nimrův bratr Nabil, který v domě tajně přechovává zbraně se náhodou dozví, že je gay, takže Nimr musí opustit rodinu a uteče do Izraele, kde se schovává u Roye. Když je u Nimrovy rodiny objeven sklad zbraní, pátrá po Nimrovi rovněž Mosad. Royovi se podaří zajistit Nimrovi nelegální útěk ze země a plánují, že se po několika týdnech setkají ve Francii. Roye však zatkne Mosad a Nimr odplouvá sám.

## Obsazení
| Nicholas Jacob | Nimr Mashrawi   |
| Michael Aloni  | Roy Schaefer    |
| Jamil Khoury   | Nabil Mashrawi  |
| Loai Noufi     | Mustafa Na'amne |
| Shimon Mimran  | Daniel          |
| Majd Bitar     | Bashar          |